# 曹憲 (東漢)
曹憲（?—?），曹操之女，建安十八年（213年），與兩個妹妹曹節、曹華一同被選入宫服侍漢獻帝。第二年，三人被封為貴人。建安二十年（215年），曹節被立为皇后。曹節死后与降封为山阳公的汉献帝合葬。曹憲本人去世后則埋葬在亳州城南。《續漢書》中並無記載曹節立為皇后之事，稱建安十九年（214年）伏皇后死後，曹憲被立為皇后。漢獻帝襌位後，曹憲封為山陽公夫人。

## 家族

### 父
- 曹操，字孟德，中國東漢末年著名的軍事家、政治家及詩人，三國時代魏國的奠基人和主要締造者。

### 兄弟
- 曹丕，字子桓，三國時期曹魏的開國皇帝。
- 曹彰，字子文，曹操與卞氏所生的第二子、 魏文帝曹丕之弟，妻子為孫賁之女。
- 曹植，字子建，因封陳王且諡號「思」，後世文章中常稱「陳思王」、「陳王」。
- 曹熊，字子烈，曹操與卞夫人的第四子，魏文帝曹丕、任城王曹彰、陳思王曹植之胞弟。
- 曹昂，字子脩，曹操的長子，庶妻劉氏所生，但由於生母早亡，是以由正室丁氏撫養大。
- 曹鑠
- 曹沖，字倉舒，中國後漢、三國時代神童，由環夫人所生。
- 曹據
- 曹宇，字彭祖，魏元帝曹奐之父。
- 曹林，表字不詳，曹操與杜夫人生的兒子，封沛王。
- 曹袞，表字不詳，曹操與杜夫人生的兒子，封中山王。
- 曹玹
- 曹峻，字子安。
- 曹矩
- 曹干
- 曹上
- 曹彪，字朱虎。
- 曹勤
- 曹乘
- 曹整
- 曹京
- 曹均
- 曹棘
- 曹徽
- 曹茂

### 姊妹
- 清河公主，名不詳，夏侯楙之妻。
- 曹節，東漢代軍事家曹操的女兒，排行不明，為清河公主、曹憲之妹，漢獻帝劉協第二任皇后。
- 曹華，漢獻帝貴人。
- 金鄉公主，名不詳，何晏之妻。
- 安陽公主，名不詳，為荀惲之妻。
- 临汾公主